# Strandveronikefjädermott
Strandveronikefjädermott Stenoptilia veronicae är en fjärilsart som beskrevs av Karvonen 1932. Strandveronikefjädermott ingår i släktet Stenoptilia och familjen fjädermott (Pterophoridae). Inga underarter finns listade i Catalogue of Life. Strandveronikefjädermott är  i Sverige listad som "nära hotad", NT av ArtDatabanken.

## Kännetecken
Vingbredd 23–27 mm. Framvingar gråbruna, med svarta och vita fjäll och två mörka punkter vid klyvningen. I mitten en mindre svart punkt. Bakvingar mörkbruna.

## Liknande arter
Arten skiljer sig från teveronikefjädermott, Stenoptilia pterodactyla, genom framvingarnas grundfärg som är gråbrun samt den svarta mittfläcken som är mera utdragen hos teveronikefjädermott.

## Flygtid
Fjärilen flyger från juni till mitten av augusti. 

## Förekomst
Fjärilen flyger sällsynt på fuktiga marker, oftast längs sjöstränder där näringsväxten förekommer.  

## Biologi
Larven är blekt gulgrön med vita tornar och ljust huvud. Den lever i hopspunna blad av strandveronika, förpuppning i näringsväxten. 

## Värdväxt
Strandveronika (Veronica longifolia).

## Utbredning
Påträffad i Uppland, Norrbotten och Torne lappmark. I övriga Norden finns den i norra Norge, större delen av Finland men saknas i Danmark.